# Anahola
Anahola és una concentració de població designada pel cens dels Estats Units a l'estat de Hawaii. Segons el cens del 2000 tenia 1.932 habitants.

## Demografia
Segons el cens del 2000, Anahola tenia 1.932 habitants, 549 habitatges, i 423 famílies La densitat de població era de 198,77 habitants per km².
Dels 549 habitatges en un 36,4% hi vivien nens de menys de 18 anys, en un 53,2% hi vivien parelles casades, en un 17,5% dones solteres, i en un 23,0% no eren unitats familiars. En el 14,6% dels habitatges hi vivien persones soles el 3,5% de les quals corresponia a persones de 65 anys o més que vivien soles. El nombre mitjà de persones vivint en cada habitatge era de 3,52 i el nombre mitjà de persones que vivien en cada família era de 3,98.
Per edats la població es repartia de la següent manera: un 31,7% tenia menys de 18 anys, un 9,6% entre 18 i 24, un 27,8% entre 25 i 44, un 22,7% de 45 a 64 i un 8,2% 65 anys o més.
L'edat mediana era de 32,2 anys. Per cada 100 dones hi havia 101,04 homes. Per cada 100 dones de 18 o més anys hi havia 95,56 homes.
La renda mediana per habitatge era de 41.771 $ i la renda mediana per família de 41.302 $. Els homes tenien una renda mediana de 25.875 $ mentre que les dones 27.000 $. La renda per capita de la població era de 13.829 $. Aproximadament el 12,4% de les famílies i el 14,2% de la població estaven per davall del llindar de pobresa.

## Poblacions més properes
El següent diagrama mostra les poblacions més properes.